# Шура (певец)
Шура́, или Shura (стилизованно как $hura; настоящее имя — Алекса́ндр Влади́мирович Медве́дев; род. 20 мая 1975, Новосибирск) — российский эстрадный певец и автор песен.

## Биография
Родился 20 мая 1975 года в Новосибирске.
Отец Владимир и мать Светлана познакомились, когда Владимиру было двадцать лет, а Светлане — семнадцать. Через год после знакомства родился Александр. Вскоре пара рассталась, а позже Светлана вышла замуж за Николая Дудченко. Родной отец не принимал никакого участия в жизни сына. Александр был нежеланным ребёнком, мать часто била его, а в 9 лет отдала в детский дом. На его двенадцатилетие тётя подарила ему кеглю, и этой кеглей его младший брат Миша, с которым Саша часто враждовал, выбил ему три передних зуба. О том, что Николай Дудченко на самом деле не его родной отец, а отчим, юноша узнал только в 16 лет, получая паспорт, куда мать попросила его записать совершенно другое отчество.
Шура с детства играл в эстрадного певца. Уже с тринадцати лет он после школьных занятий пел в новосибирском ресторане «Русь», где работала шеф-поваром его бабушка Вера Михайловна. Помимо увлечения музыкой, Александр умел готовить, шить, вышивать, плести макраме, некоторое время вёл кружок рукоделия, который посещали женщины всех возрастов. Это занятие подтолкнуло будущего артиста получить профессию дизайнера-флориста.
Общеобразовательную школу № 110 (в настоящее время гимназия № 12) в Новосибирске не окончил: был исключён после шестого класса со справкой о «неполном среднем образовании». В течение четырёх лет работал в детских лагерях пионервожатым. На школьных вечерах чаще всего играл роль Бабы-Яги. После школы[уточнить] Шура отправился в Ригу, где окончил курсы дизайнеров-флористов и получил диплом мастера по икебане.
По словам Шуры, у него было много преподавателей, которые пытались научить его петь, но он предпочёл отказаться от какого-либо обучения, так как из-за отсутствия зубов и неправильного дыхания ему тяжело давалась наука вокала. Зубные протезы певец вставил лишь в январе 2003 года.
Некоторое время Шура страдал наркозависимостью, на лечение от которой потратил 2000 долларов, потом перенёс рак яичка. Ему срочно была проведена операция по его удалению и курс из 18 сеансов химиотерапии, реабилитационный период у него занял пять лет. Шура не мог ходить (передвигался на инвалидной коляске), у него был тремор правой руки, который длился полтора года. На своё лечение в клиниках России и Швейцарии Шура в 2004 году потратил около миллиона долларов.
10 января 2018 года перенёс операцию по замене тазобедренного сустава в Российском научном центре «Восстановительная травматология и ортопедия» имени академика Г. А. Илизарова в городе Кургане. В феврале 2019 года поставил зубные имплантаты.
В марте 2020 года перенёс экстренную операцию по удалению грыжи пищеводного отверстия диафрагмы, которая стала у него перерождаться в новый рак, это была его 25-я операция. Врачи предположили, что она у него постепенно появилась из-за его чрезмерной полноты и настоятельно порекомендовали ему похудеть на 30—40 килограммов (при росте 175 см он весил 140 кг), прописав ему строжайшую диету, что он сразу же и сделал.

### Творчество
В середине 90-х годов Шура стал «массовиком-затейником». С 16 лет начал исполнять песни новосибирского композитора Павла Есенина. Есенин убедил Шуру выступать в Москве с его песнями. Первый столичный концерт в клубе «Манхэттен-Экспресс». В том же клубе Шура познакомился со стилистом и модельером Алишером, который шил для него концертные костюмы.
Пик популярности певца приходится на конец 1990-х годов. Приобрёл известность за счёт эпатажной манеры исполнения (вкупе с шепелявостью из-за упомянутой выше детской травмы) и запоминающейся внешности. Некоторые песни (например, «Не верь слезам», «Твори добро», «Холодная луна», «Отшумели летние дожди») стали объектами многочисленных пародий.
В 2007 году принял участие в шоу «Ты — Суперстар!» на канале НТВ.
В июне 2019 года был участником передачи AGENTSHOW с Настей Ивлеевой. Осенью того же года СМИ сообщили о публикации песни Шуры (на слова его же авторства) «Твори добро» в казахстанских учебниках для начальной школы. По словам певца, песня была написана, когда у него обнаружили рак.
В 2021 году стал участником 2-го сезона шоу «Суперстар! Возвращение» на канале НТВ, где исполнил свою песню «Твори добро», а также «Белый снег» Аллы Пугачёвой, «Плачет девушка в автомате» Евгения Осина, «Эхо любви» Анны Герман, «Так вот какая ты» Вячеслава Добрынина, «Транзитный пассажир» Ирины Аллегровой, «Пошлю его на…» Лолиты Милявской, «Love me again» Джона Ньюмана и «Опять метель» Аллы Пугачёвой, и в финале разделил первое место с Виктором Салтыковым.
В апреле 2022 года был специальным гостем в первом полуфинале третьего сезона шоу «Маска» в образе Бычка. Также Шура записал совместный танцевальный трек с Леной Борщёвой, выступающей на музыкальной сцене как LENA BOKOTA.
В октябре 2022 года был участником первого сезона шоу «Маска. Танцы» на телеканале «СТС», где выступал в образе Попкорна. Покинул проект во втором выпуске.
В июле 2024 года был участником фестиваля «VK fest».

## Награды и премии
- 1997 год — «Золотая децибела» (премия Радио Юнитон).[27]
- 1997 год — Первое место в хит параде за песню «Холодная луна».[28]
- 1998 год — «Золотой граммофон» за песню «Ты не верь слезам».[29]
- 1998 год — Песня года в номинации: «Лучший исполнитель и лучший певец» за песню «Ты не верь слезам».[30]
- 1998 год — Хит парад Муз-ТВ первое место за клип «Отшумели летние дожди».[28]
- 1998 год — «Серебряная калоша» в номинации: «Улыбка года».[31]
- 1999 год — Стопудовый хит за песню «Ты не верь слезам».[28]
- 1999 год — Песня года за песню «Отшумели летние дожди».[32]
- 1999 год — «Муз ОБОЗ» в номинации «Самый лучший исполнитель года».[33]
- 2000 год — «Золотая децибела» награда «Самый популярный певец Новосибирска».[34]
- 2000 год — Стильные штучки — награда «Стильный певец года» исполнил песню «Небо за нас».[35]
- 2000 год — «Золотой граммофон» за песню «Твори добро».[36]
- 2001 год — «Звуковая дорожка» за песню «Артист».[37]
- 2002 год — «Золотая утка» ежегодная церемония.[28]
- 2002 год — «Night Life Awards» лучший певец в мире ночной музыки.[28]
- 2003 год — «Звуковая дорожка» за песню «Зимушка-зима».[38]
- 2003 год — «Серебряная калоша» в номинации «Самый стильный исполнитель».[28]
- 2007 год — общественная награда — орден «Польза, честь и слава России» за высокий профессионализм и неоценимый вклад в развитие искусства.[39]
- 2013 год — награждение от журнала «AURUM».[40]
- 2021 год — Победа в проекте «Суперстар! Возвращение. Второй сезон»

## Дискография

### Альбомы

#### Студийные альбомы
Первые два альбома записаны в сотрудничестве с композитором Павлом Есениным, который также выступил на них в роли бэк-вокалиста.
- 1997 — «Shura»[41]
- 1998 — «Shura 2»[42]
- 2001 — «Благодарю. Второе дыхание»
- 2003 — «News!»
- 2011 — «Новый день»[43]

#### Сборники
- 1999 — «Сказка. Лучшие песни» (2-я версия «Небо за нас», «Заветный край (русская версия Bailando)»

### Синглы

#### Официальные синглы
- 1999 — «Сказка (1-я версия)»
- 2004 — «Запретная любовь» (feat. Ирина Бережная) (original + remix)
- 2012 — «Сердце бьётся»
- 2012 — «Молитва» (feat. Светлана Сурганова)
- 2014 — «Смех и слёзы»
- 2015 — «Сны»
- 2015 — «Наше лето»
- 2016 — «Пингвины»
- 2017 — «Подруга»
- 2018 — «Важное что-то»
- 2019 — «На стиле 90-х» (feat. Стас Костюшкин)
- 2019 — «Слушай»
- 2021 — «Сносит крышу»[44]
- 2022 — «Танцы в машине» (feat. LENA BOKOTA)[45]
- 2022 — «Зима» (feat. 10AGE)[46]
- 2023 — «Любовь 21 века»

#### Неизданные синглы
- 1995 — «Hi mi girl (Зимушка-зима)»

- 1998 — «Мама (Колыбельная)»[47]
- 2001 — «Объединяйтесь (Реквием)» (посвящён погибшим во время теракта в Нью-Йорке)[48]
- 2003 — «Дорогой Новосибирск»[49]
- 2003 — «Рассвет»[50]

## Видеоклипы
- 1997 — «Холодная луна»
- 1998 — «Ты не верь слезам» (концертный)
- 1998 — «Отшумели летние дожди» (режиссёр — Алишер)
- 2000 — «Твори добро»
- 2001 — «Сделай шаг» (неизданный)
- 2003 — «Аллё»
- 2003 — «Видео»
- 2004 — «Запретная любовь» feat. Ирина Бережная
- 2010 — «Воздушные шары»
- 2012 — «Сердце бьётся»
- 2012 — «Молитва» feat. Сурганова и оркестр (Концертный + Backstage)
- 2014 — «Смех и слёзы»
- 2016 — «Пингвины»
- 2019 — «На стиле 90-х» (feat. Стас Костюшкин)
- 2019 — «Слушай»

## Фильмография
| Год  |   | Название                      | Примечание |
| ---- | - | ----------------------------- | ---------- |
| 1999 | ф | 8 ½ $                         | камео      |
| 2003 | ф | Лиса Алиса                    | камео      |
| 2010 | ф | Новый год в деревне Глухарёво | камео      |
| 2021 | с | Патриот (2 сезон — 4 серия)   | камео      |
| 2021 | с | Евгенич                       | камео      |
| 2022 | с | Евгенич-2                     | камео      |
| 2023 | ф | Иван Васильевич меняет всё!   | боярин     |

## Кавер-версии
- Сабина Ахмедова — «Ты не верь слезам»[51] [OST «Содержанки. Перезагрузка»]
- Роксана Бабаян — «Отшумели летние дожди» (эта версия прозвучала в живом исполнении в эфире третьего сезона шоу «Суперстар! Возвращение» на телеканале НТВ 18 декабря 2022 г.)
- Chernikovskaya hata — «Ты не верь слезам»[52]

## Семья
Отец Владимир Васильевич Шапкин (18 апреля 1954 — 26 декабря 2004). Мать Светлана Ивановна Медведева (род. 17 марта 1957 года), работала секретарем-машинисткой и руководителем хора в воинской части.

## Личная жизнь
Несмотря на изначальные данные о гомосексуальности певца, которую он назвал частью своего имиджа, в мае 2010 года Шура представил публике свою невесту Лизу. Они познакомились в клубе «Opera», где Елизавета работала промоутером. Она снялась в клипах Шуры «Воздушные шары» и «Сердце бьётся».